# Блаунт, Джон (умер в 1417)
Джон Блаунт (англ. John Blount; умер в 1417) — английский политический деятель, член пяти парламентов. Был богатым горожанином из Дорчестера в графстве Дорсет (занимался шорным ремеслом и продажей ткани). Джона четыре раза избирали судебным приставом Дорчестера. Как представитель этого города он заседал в парламенте в 1390, 1395, 1399, 1404 и 1414 годах. Ему принадлежали доходный дом на Хай-стрит, полученный в 1398 году от брата, а в завещании, составленном 18 января 1415 года и оглашённом в городском суде в марте следующего года, упоминается ещё земельный участок в Дарнегейте. 
В 1398 году Джон женился на Клариссе, о происхождении которой ничего не известно. Братом Джона был Питер Блаунт, тоже депутат от Дорчестера в 1383—1386 годах.